# Khady Thiam
Khady Thiam (née le 21 décembre 1947 à Dakar au Sénégal et morte à Paris 13e le 5 juin 1999) est une actrice sénégalaise.

## Biographie
Khady Thiam (née le 21 décembre 1947 à Dakar au Sénégal et morte à Paris 13e le 5 juin 1999) est une actrice sénégalaise, épouse de l'écrivain et metteur en scène français d'origine guinéenne, Saïdou Bokoum. De 1984 à 1990, elle anima une émission radiophonique à la RTI d'Abidjan en Côte d'Ivoire : Vous avez dit théâtre ?

## Expérience professionnelle
Ancienne élève de l'École des Arts de Dakar et comédienne de la troupe du théâtre Daniel Sorano, elle est ensuite élève au Conservatoire national supérieur d'art dramatique (Promo 1975) à Paris.
De 1971 à 1983, elle joue dans plusieurs pièces de théâtre et films.

## Théâtre
- 1971 : Béatrice du Congo de Bernard Dadié au Festival d'Avignon
- 1972 : Santé publique de Peter Nichols, mise scène de Jean Mercure, Théâtre de la Ville

## Filmographie

### Cinéma
- 1981 : 44 ou les récits de la nuit de Moumen Smihi :
- 1983 : Banzaï de Claude Zidi : l'infirmière noire

### Télévision
- 1982 : Paris-Saint-Lazare de Marco Pico (mini série tv Antenne 2) : Lélia
- 1983 : Dans la citadelle de Peter Kassovitz (téléfilm) : Myriam Kando